# Infantry Tank Mk III Valentine

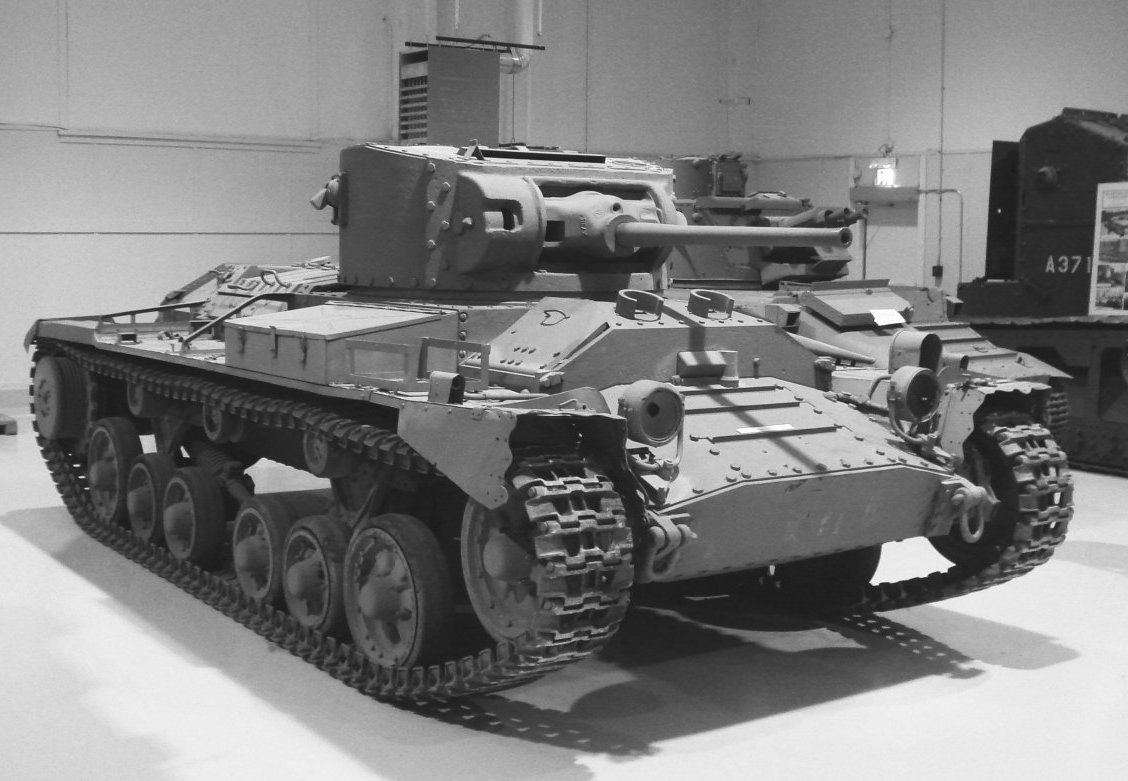
Valentine MK VI

Der Valentine oder Tank, Infantry, Mk III war ein britischer Infanteriepanzer des Zweiten Weltkriegs und das Ergebnis einer privaten Entwicklung von Vickers-Armstrongs. Sie stellten den Panzer dem Minister zur Koordinierung von Verteidigungsangelegenheiten kurz vor dem Valentinstag (14. Februar) 1938 vor; er erhielt deshalb den Namen „Valentine“. Drei Unternehmen bauten mehrere tausend Exemplare in elf Varianten. Die Canadian Pacific Railway Company fertigte Valentines in Lizenz.

## Geschichte

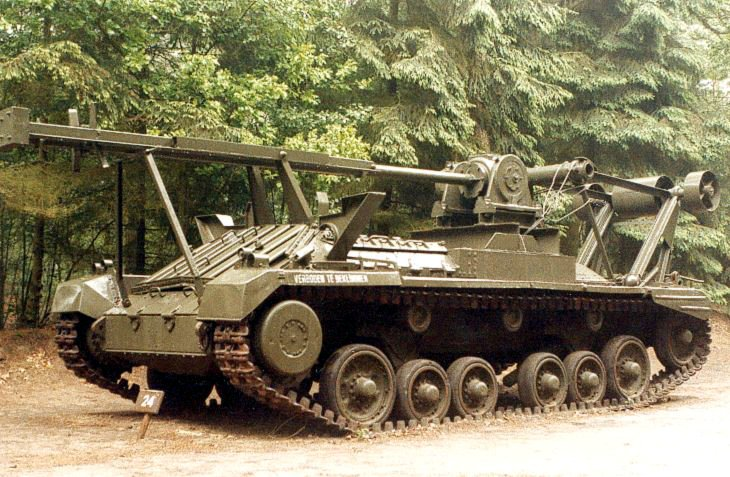
Brückenlegepanzer Valentine MK II

Die Kriegsentwicklung ließ keine Zeit für Vorserienmodelle; der Panzer wurde vom Reißbrett weg bestellt und produziert. Bis auf die Kühlung und das Kettenlaufwerk erwies sich die Konstruktion als zuverlässig und zweckmäßig; die Mängel wurden behoben. Im Juli 1939 erhielt Vickers-Armstrongs den Auftrag für 275 Panzer. Weitere 125 wurden von der Metropolitan-Cammell Carriage & Wagon Co. Ltd. (MCCW) geliefert und 200 von der Birmingham Railway Carriage and Wagon Company.
Im Frühsommer 1940 waren bereits 1325 Valentines in Auftrag gegeben und weitere 600 wurden bestellt – zusätzliche 300 in Kooperation mit Kanada. Mitte 1941 rollten monatlich 45 Fahrzeuge aus den Werkhallen und lösten Zug um Zug die älteren Matilda II ab.
In den Valentine II (Infanteriepanzer Mark III) wurde anstelle des Ottomotors der Serie Valentine I ein 6-Zylinder-Dieselmotor eingebaut. Alle Versionen der frühen Kriegsjahre waren mit einer 2-Pfünder-Kanone Kaliber 40 mm und einem 7,92-mm-MG bewaffnet. Folgevarianten wurden insbesondere mit einem größeren Turm und einer stärkeren Hauptbewaffnung ausgestattet. Wie bei allen britischen Panzern des Zweiten Weltkrieges hatte der Kommandant einen Vickers-360°-Winkelspiegel MK.IV (ähnlich einem Periskop) zur Beobachtung des Gefechtsfeldes.
Während der Operation Crusader im November 1941 in Nordafrika wurden erstmals viele Valentines eingesetzt; diese Operation beendete die Belagerung von Tobruk. Seine Vorteile gegenüber dem Matilda II waren die etwas bessere Beweglichkeit und die hohe mechanische Zuverlässigkeit. Als großer Nachteil erwies sich die unverändert gebliebene Hauptbewaffnung. Spätere Modelle wurden mit einer 6-Pfünder-Kanone Kaliber 57 mm aufgerüstet, was jedoch nur unter Verzicht auf ein Mitglied der Turmbesatzung möglich war. Um die Feuerkraft der gepanzerten Verbände zu verbessern, entstanden 1943 auf dem Fahrgestell des Valentine der Panzerjäger Archer und die Selbstfahrlafette Bishop. Der Valentine wurde von den besser bewaffneten Panzern Churchill und Sherman abgelöst und von da an praktisch nur noch als Ausbildungsfahrzeug eingesetzt.
Der Valentine hatte den größten Anteil der an die Sowjetunion gelieferten Panzer: 1388 kanadische und 2394 britische Fahrzeuge wurden dorthin geliefert. Dies entsprach fast der kompletten kanadischen und 29 % der britischen Produktion. Die Produktion wurde bis 1944 zur Unterstützung der Sowjetunion fortgesetzt. Dort wurde der Valentine wegen seiner Zuverlässigkeit, guten Panzerung und geringen Größe geschätzt.
Die Wehrmacht nannte erbeutete Valentines: Infanterie-Panzerkampfwagen Mk III 749 (e).

## Technische Daten

### Valentine II
- Länge: 5,40 m
- Breite: 2,60 m
- Höhe: 2,20 m
- Antrieb: Dieselmotor mit 131 PS (spätere Modelle bis 210 PS)
- Geschwindigkeit: 24 km/h (Straße)
- Panzerung: max. 65 mm
- Bewaffnung: 40-mm-Kanone, koaxiales 7,92-mm-MG
- Besatzung: 4 Mann

### Sonderausführung: Brückenlegepanzer Valentine MK II
- Höchstgeschwindigkeit: 24 km/h
- Besatzung: 1 Mann
- keine Bewaffnung